# Renée Tourniol
Renée Tourniol (1876-1954) est une artiste peintre orientaliste et une voyageuse française.

## Biographie

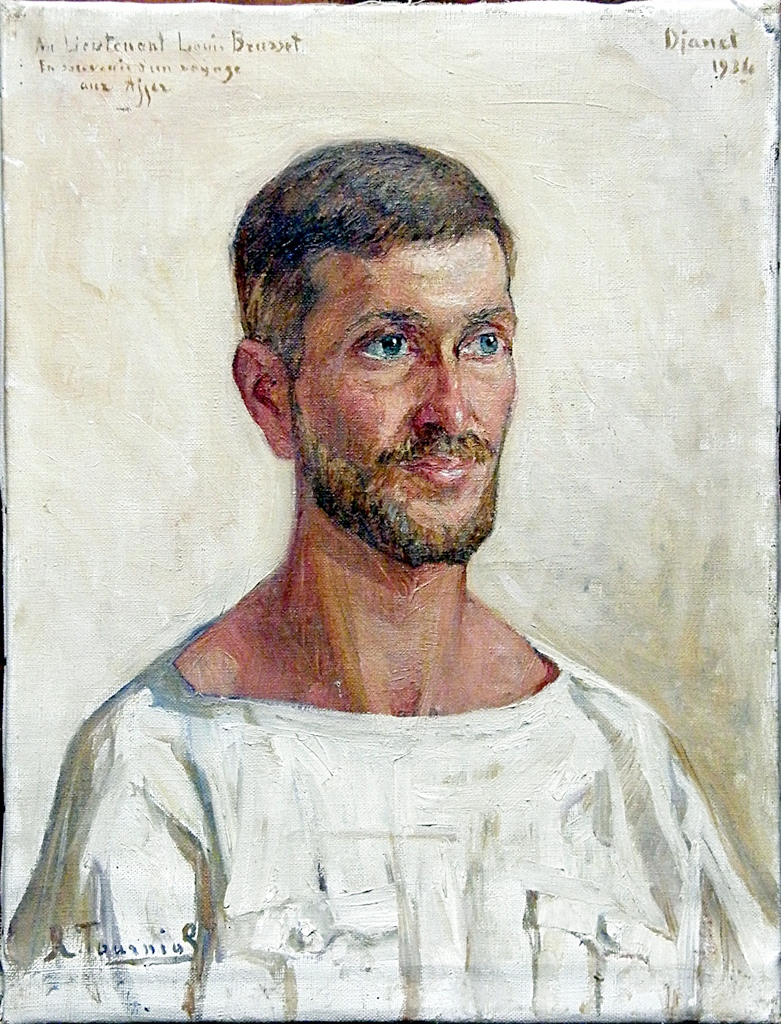
Portrait de Louis Brusset
(Djanet, 1934)

Entre 1900 et 1940, Renée Tourniol parcourt toute l'Afrique du Nord. Elle traverse ainsi et à plusieurs reprises le Sahara jusqu'à Tamanrasset et Djanet.
Elle expose au Salon des artistes français en 1927, puis à Paris et Alger dans les années 1930.
Selon Lynne Thornton, « les Algériennes peintes par René Ricard, Salomon Taïb, Renée Tourniol, Joseph Sintès, Marcelle Rondenay, le belge Emile Deckers et d’autres étaient, du point de vue pictural, presque toujours conventionnelles ».